# Голубев, Михаил Леонидович
Михаил Леонидович Голубев (1947—2005) — советский и американский герпетолог.

## Биография
В 1981 году в Киеве защитил кандидатскую диссертацию по теме «Палеарктические гекконы родов Alsophylax, Bunopus и Tropiocolotes». Эмигрировал в 1990-е годы в США и работал там в Калифорнийском университете в Дэвисе, а также в Сиэтле. Соавтор книги «Гекконы фауны СССР и сопредельных стран» (1996). В его честь назван вид гекконовых ящериц Cyrtopodion golubevi Nazarov, Ananjeva & Rajabizadeh, 2010.

## Книги
- Голубев М. Л., Щербак Н. Н. Гекконы фауны СССР и сопредельных стран. — Киев: Наукова думка, 1986. — 232 с. DjVu, 48 Mb
- Szcerbak N. N., Golubev M. Gecko fauna of the USSR and contiguous regions // Contributions to Herpetology, 1996. V. 13. Soc. for the study of Amphibias and Reptiles (SSAR). Ithaca. New-York. — 233 p.

## Описанные таксоны

#### Рептилии
Роды:
- Asiocolotes Golubev, 1984
- Carinatogecko Golubev et Szczerbak, 1981
- Tenuidactylus Szczerbak et Golubev, 1984

Подроды:
- Mediodactylus Szczerbak et Golubev, 1977
- Mesodactylus Szczerbak et Golubev, 1984

Виды:
- Tropiocolotes levitoni Golubev et Szczerbak, 1979
- Gymnodactylus mintoni Golubev et Szczerbak, 1981

Подвиды:
- Phrynocephalus rossikovi shammakowi Goludev et Szczerbak, 1979